# Wolfsches Gehänge

Wolfsches Gehänge, Querschnitt

Ein Wolfsches Gehänge (auch Wolfsches Schwebewerk, nach dem kgl. bayerischen Baurat August Wolf) ist ein Parallelwerk im Wasserbau aus Pfahlreihen mit angehängten Faschinen. Es wurde entwickelt, um die Nebenarme stark geschiebeführender Flüsse schneller verlanden zu lassen.

## Funktionsprinzip

Wolfsches Gehänge vor und nach der Wirkung

Im 19. Jahrhundert begann man, die damals noch mäandernden großen Flüsse durch Begradigung schiffbar zu machen mit dem weiteren Zweck, die Überschwemmungsgefahr für Ortschaften in den Flussniederungen durch Dammbau und die Verlandung der Nebenarme zu senken. Dies geschah entweder mit Durchstichen an den Flussschlingen wie bei der Rheinbegradigung oder indem man neue Uferlinien anlegte und so das Flussbett verschmälerte. Dafür wurden Leitwerke im Fluss errichtet, die man durch Querbauten mit dem bestehenden Ufer verband. Der Bereich zwischen Leitwerk – dem Prinzip nach im Fluss stehende Palisaden – und bisherigem Ufer verlandete mit der Zeit.
Bei den großen, bisher zum Flößen genutzten Gebirgsflüssen bestand das Problem, dass feste Leitwerke das relativ grobkörnige, an der Flusssohle mitgeführte Material (Geschiebe genannt) nicht durchließen und die klaren Gewässer kaum feine Schwebstoffe mitführten, die zur Verlandung der Altgewässer geführt hätten. Des Weiteren stand zu befürchten, dass die Leitwerke beim Hochwasser der Schneeschmelze im Frühjahr durch die starke Geschiebeführung beschädigt wurden. Um dem zu begegnen, entwarf der bayerische Baurat August Wolf Leitwerke und Querbauten, die nicht fest, sondern in Richtung Altwasser durchlässig waren. Er wählte dazu die Form eines durch Pfähle gestützten Stangenzauns, an dessen Unterseite Faschinen im Wasser schwebend angebracht wurden. Auf diese Weise ließ dieses Schwebewerk auch gröbere Steine am Flussgrund passieren – jedoch nur in Richtung des Altwassers – und verlangsamte gleichzeitig die Strömung in Ufernähe, was die Ablagerung und Verlandung beschleunigte. In den 1880er Jahren erzielte er damit bei der Isarregulierung mit geringem Aufwand rasche Erfolge, so dass das Wolfsche Gehänge auch bei anderen Flussregulierungen eingesetzt wurde. Als wesentliches Element stellten sich dabei im Lauf der Zeit weniger die Faschinen als die Pfähle heraus, die alleine schon zur Richtungsänderung des Stroms und Verfrachtung des Geschiebes durch die Pfahlzwischenräume in die zu verlandenden Nebenarme sorgten. Nach erfolgter Verlandung wurde das Schwebewerk einfach in die neue Uferbefestigung integriert und überbaut.
Heute wird eine weitere Regulierung von Wildflüssen in Mitteleuropa nicht mehr angestrebt, vielmehr wird zum Hochwasserschutz die Schaffung neuer Rückhalteflächen propagiert. Dennoch findet das Wolfsche Gehänge noch Verwendung, und zwar zur Strukturverbesserung bei der Renaturierung von Gewässern.